# 6月30日 (旧暦)
旧暦6月30日は旧暦6月の30日目である。年によっては6月の最終日となる。六曜は大安である。

## 誕生日
- 正保元年（グレゴリオ暦1644年8月2日） - 柳原資廉、公卿（+ 1712年）

## 忌日
- 正慶5年/延元元年（ユリウス暦1336年8月7日） - 名和長年、武将
- 天文3年（ユリウス暦1534年8月9日） - 宇喜多能家、武将